# Benito Juárez, Durango
Benito Juárez är en ort i Mexiko.   Den ligger i kommunen Tlahualilo och delstaten Durango, i den centrala delen av landet, 800 km nordväst om huvudstaden Mexico City. Benito Juárez ligger 1 102 meter över havet och antalet invånare är 270.
Terrängen runt Benito Juárez är mycket platt. Runt Benito Juárez är det glesbefolkat, med 9 invånare per kvadratkilometer. Närmaste större samhälle är San Francisco de Horizonte, 5,0 km väster om Benito Juárez. Trakten runt Benito Juárez består till största delen av jordbruksmark.